# Hans Molfenter
Hans Molfenter (* 21. Juni 1884 in Neu-Ulm; † 22. November 1979 in Stuttgart) war ein deutscher Maler.

## Leben
Hans Molfenter absolvierte eine Ausbildung zum Lithographen und studierte ab 1904 an der Stuttgarter Kunstakademie bei Robert Pötzelberger, Gustav Igler und Friedrich von Keller. Schon während seines Studiums wurde Molfenter bei Akademieausstellungen mit zwei goldenen Medaillen ausgezeichnet. 
Nach der Teilnahme am Ersten Weltkrieg unternahm er Studienreisen nach Tunis, Marseille und Hamburg. Er ließ sich in Stuttgart nieder, trat im März 1925 dem Ausstellerverband des Künstlerbunds Stuttgart bei, nahm jedoch nicht an dessen Ausstellungen teil. 1929 waren seine Bilder auf einer Ausstellung des Stuttgarter Sezession zu sehen, 1932 in einer Ausstellung des Kunsthauses Schaller in Stuttgart. 1937 verzog er nach München, kehrte aber nach der Kriegszerstörung seines dortigen Ateliers 1946 wieder nach Stuttgart zurück.
Zu Molfenters bevorzugten Motiven gehörten Tiere. Anlässlich eines mehrtägigen Besuchs auf dem Landgut am Tachenee von Otto Reiniger malte Molfenter sein Bild Truthahn, Geflügelhof am Tachensee.
Hans Molfenter lebte und arbeitete im Norden Stuttgarts unweit der Kunstakademie, dennoch fernab des Kunstbetriebs, dem er skeptisch gegenüberstand. Er sei „seit 1945 kaum mehr hervorgetreten“, bemerkten die Stuttgarter Nachrichten 1974 in einer knappen Notiz anlässlich seines 90. Geburtstags, um fortzufahren: „Heute, wo Realismus Mode ist, könnte sicher auch dieser Stuttgarter Meister aus den zwanziger Jahren wieder mit Interesse rechnen.“ Einer der wenigen, die ihn förderten, war Eugen Keuerleber, Direktor der Galerie der Stadt Stuttgart. 1974 wurde Molfenter zum Ehrenprofessor des Landes Baden-Württemberg ernannt. Im gleichen Jahr fand in der Galerie der Stadt Stuttgart die erste große Retrospektive seines Werks statt.

## Hans-Molfenter-Preis
Hans Molfenter wurde von der Stadt Stuttgart regelmäßig finanziell unterstützt. Nach seinem Tod stellte sich heraus, dass er das Geld nie ausgegeben und die Stadt Stuttgart testamentarisch zu seiner Alleinerbin bestimmt hatte. Aus dem Vermögen konnte daher ein Preis gestiftet werden. Der Hans-Molfenter-Preis wird an bildende Künstler, die mit dem südwestdeutschen Raum verbunden sind, vergeben. Von 1983 bis 1995 wurde er alle zwei Jahre vergeben, seit 1995 wird ein Dreijahresturnus eingehalten. Der Preis ist derzeit (Stand: 2012) mit 16.000 Euro dotiert und unteilbar. Eine Jury aus Vertretern der Gemeinderatsfraktionen, dem Leiter der Galerie der Stadt Stuttgart und acht Personen des öffentlichen Lebens entscheidet unter dem Vorsitz des Stuttgarter Oberbürgermeisters über die Vergabe.

## Ausstellungen
- Hans Molfenter. Bilder, Studien, Zeichnungen, Galerie der Stadt Stuttgart, 12. Dezember 1974 bis 23. Februar 1975
- Hans Molfenter 1884-1979. Ein Vermächtnis. Ölstudien und Zeichnungen, Galerie der Stadt Stuttgart, 17. Mai bis 30. Juni 1984